# Seznam hřbitovů v Česku
Seznam hřbitovů v Česku podle krajů a podle účelu. Seznam není úplný.

## Seznam podle krajů

### Jihočeský kraj
- Českobudějovické hřbitovy

### Jihomoravský kraj
- Seznam hřbitovů v Brně

### Karlovarský kraj
- Ústřední hřbitov (Karlovy Vary)

### Královéhradecký kraj
- Hřbitov v Bernarticích u Trutnova
- Hřbitov v Černé Vodě u Žacléře
- Nový hřbitov v Hořicích v Podkrkonoší
- Starý hřbitov v Hořicích v Podkrkonoší
- Hřbitovy v Hradci Králové
- Hřbitov v Kuksu
- Hřbitov v Ohnišťanech
- Městský hřbitov ve Svobodě nad Úpou
- Václavický hřbitov
- Hřbitov ve Vlčicích u Trutnova
- Voletinský hřbitov
- Městský hřbitov v Žacléři

### Liberecký kraj
- Městský hřbitov v České Lípě
- Hřbitov v Jestřebí
- Hřbitov v Kravařích (okres Česká Lípa)
- Hřbitov v Pavlovicích u Jestřebí
- Ústřední hřbitov (Liberec)
- Hřbitov ve Volfarticích
- Zákupský hřbitov

### Moravskoslezský kraj
- Ústřední hřbitov (Ostrava)

### Olomoucký kraj
- Ústřední hřbitov (Olomouc)
- Městský hřbitov v Prostějově

### Pardubický kraj
- Centrální hřbitov v Pardubicích

### Plzeňský kraj
- Hřbitov u kostela svatého Jiří (Plzeň)
- Hřbitov u kostela Všech svatých (Plzeň)
- Mikulášský hřbitov
- Ústřední hřbitov (Plzeň)

### Praha
- Seznam pražských hřbitovů

### Středočeský kraj
- Seznam hřbitovů ve Středočeském kraji

### Ústecký kraj
- Městský hřbitov v Děčíně-Folknářích
- Hřbitov v Boleticích nad Labem
- Národní hřbitov Terezín
- Ústřední hřbitov (Ústí nad Labem)

### Kraj Vysočina
- Ústřední hřbitov (Jihlava)
- Starý hřbitov v Netíně
- Nový hřbitov v Netíně
- Dolní hřbitov (Žďár nad Sázavou)
- Starý hřbitov

### Zlínský kraj
- Barokní hřbitov ve Střílkách
- Hřbitovy v Kroměříži
- Lesní hřbitov (Zlín)

## Seznam podle náboženské konfese

### Pravoslavné hřbitovy v Česku
- Pravoslavný hřbitov (Olšany) v Praze

### Protestantské hřbitovy v Česku
- Seznam protestantských hřbitovů v Česku

### Židovské hřbitovy v Česku
- Seznam židovských hřbitovů v Česku

## Seznam podle účelu

### Morové hřbitovy v Česku
- Seznam morových hřbitovů v Česku

### Vojenské hřbitovy v Česku
- Seznam vojenských hřbitovů v Česku